# Eduard Balliol
Eduard Balliol (eng. Edward De Balliol) (? - Wheatley, Yorkshire, 1364.), škotski kralj u tri navrata, od 1332. do 1336. godine. Bio je sin škotskog kralja Ivana Balliola (1292. – 1296.) i Izabele od Warennea. Vladao je tek dijelovima Škotske u tri kraća navrata, uz pomoć engleskog kralja Eduarda III. (1327. – 1377.).
Naslijedio je samo očeve zemlje u Francuskoj i pretenzijski naslov škotskog kralja. Godine 1332. poveo je napad iz Francuske na Škotsku, uz pomoć skupine engleskih lordova koji su izgubili svoje zemlje od strane škotskog kralja Roberta I. (1306. – 1329.). Dana 12. kolovoza Eduard je porazio u bitci kod Dupplin Moora, Donalda, grofa od Mara, i regenta, koji je upravljao Škotskom u ime maloljetnog Robertova sina, Davida II. (1329. – 1371.) te je u rujnu iste godine okrunjen za škotskog kralja. Dana 23. studenog priznao vrhovništvo engleskog kralja Eduarda III. nad Škotskom.
Škotska vojska pod vodstvom Sir Archibalda Douglasa pobijedila je kralja Eduarda, 6. prosinca u bitci kod Annana, nakon čega se Eduard povukao natrag u Englesku. No, 19. srpnja 1333. godine, Eduard III. je priskočio u pomoć Eduardu i pobijedio te ubio Douglasa u bitci kod Halidon Hilla. Zauzvrat, Eduard Balliol je predao Eduardu III. veći dio Škotske nizine, uključujući Edinburgh.
Eduard je 1334. godine opet bio poražen te se morao još jednom povući u Englesku, ali je ponovno bio vraćen na prijestolje 1335. godine. Do kraja te godine, Sir Andrew Murray nagnao ga je još jednom da se povuće, nakon čega se vratio i ponovno bio svrgnut 1336. godine. U svinju 1337. godine, Eduard se opet obratio engleskom kralju za pomoć, ali ovaj put je Eduard III. bio zauzet vojnom kampanjom u Francuskoj, gdje se borio za francusku krunu. Nakon što je kralj David II. bio uhvaćen i zarobljen tijekom opsade Calaisa u bitci kod Neville Crossa, Eduard Balliol je ponovno pokušao izvršiti invaziju na Škotsku. Dignuo je ustanak u Gallowayju, ali nije uspio preuzeti prijestolje.
Eduard Balliol je konačno odustao od zahtjeva za škotskom krunom dana 20. siječnja 1356. godine, kada je svoje pravo prenio na engleskog kralja Eduarda III., a zauzvrat dobio mirovinu.